# Breede-folyó
A Breede-folyó a 2325 méteres tengerszint feletti magassággal rendelkező Swartbergtől északra ered, Fokvárostól északra. A folyó nyugatról kelet felé folyik. A 18. század során érkező európai telepesek az elsők között fedezték fel a folyó vízgyűjtőjének határait képező hegyvidéket. A Titus-folyó és a Dwars-folyó összefolyásából keletkezik a Breede.

## Fordítás
Ez a szócikk részben vagy egészben  a   Breede River című angol Wikipédia-szócikk ezen változatának fordításán alapul.  Az eredeti cikk szerkesztőit annak laptörténete sorolja fel. Ez a jelzés csupán a megfogalmazás eredetét és a szerzői jogokat jelzi, nem szolgál a cikkben szereplő információk forrásmegjelöléseként.